# Erik Lindhard
Erik Lindhard, född 19 juni 1873, död 15 mars 1928, var en dansk agronom och genetiker. Han var bror till Johannes Lindhard.
Efter att 1895 ha blivit lantbrukskandidat blev han samma år en kort tid assistent vid Askov försöksstation och därefter assistent i lantekonomi vid Landbohøjskolen intill 1899. Åren 1900-1904 var han förvaltare av ett skogsdistrikt i Siam under Østasiatisk kompagni, och vid sin hemkomst knöts han till Statens plantealvsudvalg först som assistent, senare (från 1900) som försöksledare vid Tystofte försöksstation. Där stannade han tills den 1 februari 1923 då han blev professor i lantbruksväxtodling vid Landbohøjskolen. 
Under Statens planteavlsudvalg blev det Lindhards uppgift dels att bearbeta det försöksmaterial angående ängsbesåning, samlats av statskonsulent Peter Nielsen, dels att avsluta försöken på detta område. Dessa arbeten resulterade i en rad publikationer från 1906 till 1910, samtliga publicerade i "Tidsskrift for Landbrugets Planteavl", av vilka kan nämnas En analytisk undersøgelse af plantedækket i en- og fleraarige græsmarker 1877-1888 (1908). 
Vid självständiga undersökningar och försök fortsatte och fördjupade Lindhard arbetet med dessa för Danmarks lantbruk viktiga ämnen och publicerade därom 1911-1919 en rad avhandlingar, de flesta i "Tidsskrift for Landbrugets Planteavl", av vilka kan nämnas Forsøg med danske og fremmede stammer af kløver- og græsarter (1913-1915) och Dyrkningsforsøg med forskellige frøblandinger paa agermark (1915). Han behandlade även biologiska frågor av betydelse för ängsmarksbruket, som bland annat humlornas verksamhet vid rödklöverns befruktning och gräsarternas skottbyggnad. Han lämnade flera bidrag om försök med kornsorter, och av sådana som särskilt behandlar växtförädling, kan nämnas Planteforædling ved Tystofte (1913) och Zur Genetik des Weizens (i Hereditas, 1922). Slutligen behandlades försökstekniska frågor i till exempel Om det matematiske grundlag for dyrkningsforsøg (1909) och Stofproduktionens størrelse i rene og blandede bevoksninger  (1917).